# Kowalewo (Varmie-Mazurie)
Pour les articles homonymes, voir Kowalewo.
Kowalewo est un village polonais de la gmina de Biała Piska, dans le powiat de Pisz, voïvodie de Varmie-Mazurie, au nord-est du pays.
Il est situé à environ 20 km au sud-est de Pisz et à 108 km à l'est de la capitale régionale Olsztyn.
Sa population s'élève à environ 220 habitants.